# Swim Whizz
Swim Whizz är en plastwobbler ifrån USA finns både som flytande och sjunkande samt ledad utrustad med två eller tre trekrokar. Blev populär i Sverige på 1980-talet. En mycket snarlik wobbler är "The Believer".
Believer är en kopia av originalet Swim Whizz som konstruerades 1957 av Homer Le Blanc. Swim Whizz mönsterskyddades på 1960-talet i USA. En av de anställda hos Best Tackle Mfg. Co, Michigan som hette Carl Northdurff stal flera Swim Whizz reservgjutformar och började tillverka egna kopior, "The Believer". För detta dömdes han i slutet av 1970-talet att sitta i fängelse 3-4 år, men hans medarbetare driver företaget The Drifter Tackle Co vidare och säljer Believer än idag.